# Алексин (философ)
Вижте пояснителната страница за други личности с името Алексин.
Алексин (на старогръцки: Ἀλεξῖνος) е древногръцки философ от Мегарската школа, ученик на Евбулид Милетски.

## Биография
Роден е около 339 година пр. Хр. в Елида. Нито едно от неговите учения не е запазено, но от краткото му споменаване от Цицерон, изглежда Алексин се е занимавал с логически пъзели. Филодем в труда си „За реториката“ цитира опровержение от Хермарх, в което той цитира Алексин.
Умира около 265 година пр. Хр.